# Vote noir
Le terme vote noir désigne dans certains pays les suffrages exprimés par des électeurs noirs.

## Concept
Le vote noir est un nom donné au poids politique des électeurs noirs dans une région ou un pays donné. Les personnalités politiques, notamment en campagne électorale, prennent donc des initiatives spécifiques pour attirer les votes noirs.

## Par pays

### Afrique du Sud
En Afrique du Sud, des partis soutenus majoritairement par les personnes blanches, comme l'Alliance démocratique, changent d'approche pour viser le vote noir. En effet, le Congrès national africain, au pouvoir depuis 1994 en raison du vote noir, est critiqué pour trop s'appuyer sur ce poids démographique et ne pas tenir ses promesses électorales.

### États-Unis
Dans certains États, comme la Caroline du Sud, les personnes noires peuvent représenter plus du quart des électeurs, et 13% de la population totale du pays. Les arguments de campagne électorale sont adaptés pour les viser spécifiquement, notamment par le biais des universités historiquement noires et des églises locales. De nombreuses tentatives de freiner le vote noir, par exemple par le gerrymandering, ont lieu depuis l'acquisition du droit de vote par les personnes noires.
Après l'élection présidentielle américaine de 2016 et de 2020, certains analystes estiment que le vote noir a été considéré comme un acquis par les démocrates, ce qui peut en partie expliquer la victoire de Donald Trump et le résultat serré obtenu quatre ans plus tard. La victoire de Joe Biden est parfois imputée au vote noir,. En 2020, les voix noires de la Géorgie peuvent faire pencher la balance ; les émeutes suivant l'assassinat de George Floyd et les conséquences de la pandémie de Covid-19 aux États-Unis créent des tensions et poussent les républicains à tenter de rendre plus difficile le vote dans les quartiers majoritairement noirs,. Au contraire, les démocrates tentent de lutter contre l'abstention des personnes noires, plus enclines à les soutenir.

### France
L'expression de « vote noir » arrive en France après la candidature de Christiane Taubira aux élections présidentielles de 2002. En France, les voix noires sont généralement secondaires à celles d'Afrique du Nord aux yeux des personnalités politiques. Abderrahmane Dahmane, conseiller à la diversité de Nicolas Sarkozy, affirme avoir coordonné une campagne pour attirer le « vote beur » en 2007.